# 1968. évi téli olimpiai játékok
Az 1968. évi téli olimpiai játékok, hivatalos nevén a X. téli olimpiai játékok egy több sportot magába foglaló nemzetközi sportesemény volt, melyet 1968. február 6. és február 18. között rendeztek meg a franciaországi Grenoble-ban.

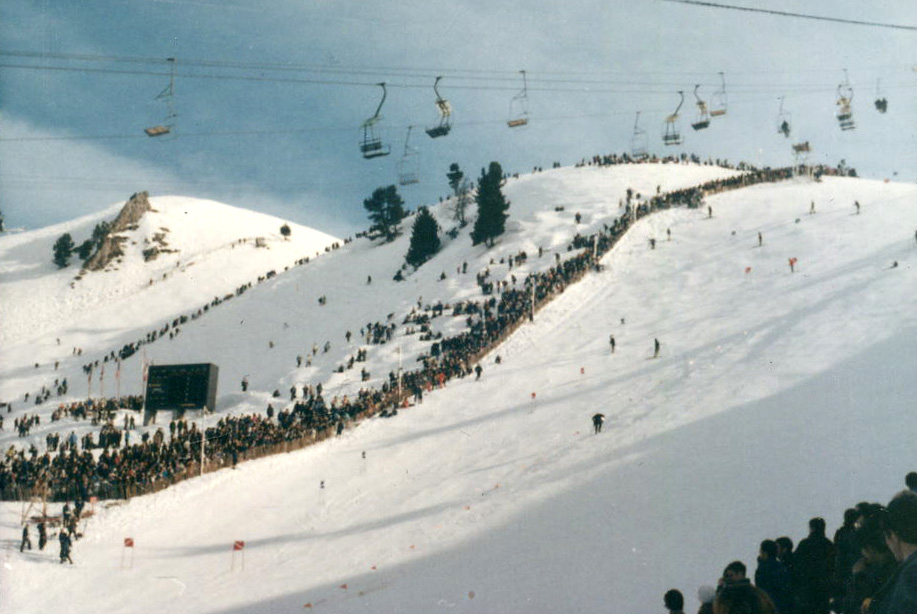
A sílesikló pálya az olimpia idején (1968. február 11.)

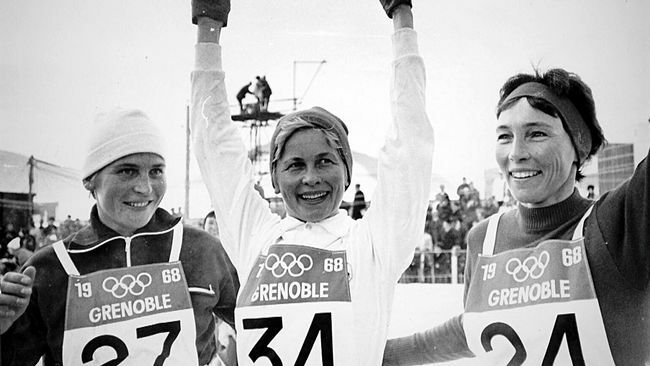
A dobogón az 1968-as Grenoble-i téli olimpia női 5 kilométeres sífutóversenyének érmesei. Balról jobbra: Galina Kulakova, Szovjetunió (2.), Toini Gustafsson, Svédország (1.) és Alevtyina Kolcsina, Szovjetunió (3.).

## Fontosabb események
- Új számként a 4 × 7,5 kilométeres férfi biatlonváltó lépett be a műsorba.
- Bemutatóként első alkalommal szerepelt a jégtánc, olyan sikerrel, hogy az 1976-os innsbrucki olimpiától kezdve állandó szám lett.
- Páros műkorcsolyában megvédte bajnoki címét a Ljudmila Belouszova–Oleg Protopopov szovjet kettős.
- Az alpesisí mindhárom férfi számában a hazai Jean-Claude Killy lett aranyérmes.
- Nőknél a svéd Toini Gustafsson a sífutás 5 és 10 kilométeres távján is győzött.
- Ismét a Szovjetunió nyerte a jégkorongtornát.
- Az enyhe időjárás miatt több futam elmaradt bobban és szánkózásban.

## Versenyszámok
| Sportág / Szakág  | Versenyszámok száma | Versenyszámok száma | Versenyszámok száma | Versenyszámok száma |
| Sportág / Szakág  | Férfi               | Női                 | Vegyes              | Összes              |
| ----------------- | ------------------- | ------------------- | ------------------- | ------------------- |
| Alpesisí          | 3                   | 3                   | 0                   | 6                   |
| Biatlon           | 2                   | 0                   | 0                   | 2                   |
| Bob               | 2                   | 0                   | 0                   | 2                   |
| Északi összetett  | 1                   | 0                   | 0                   | 1                   |
| Gyorskorcsolyázás | 4                   | 4                   | 0                   | 8                   |
| Jégkorong         | 1                   | 0                   | 0                   | 1                   |
| Műkorcsolya       | 1                   | 1                   | 1                   | 3                   |
| Sífutás           | 4                   | 3                   | 0                   | 7                   |
| Síugrás           | 2                   | 0                   | 0                   | 2                   |
| Szánkó            | 2                   | 1                   | 0                   | 3                   |
| Összesen          | 22                  | 12                  | 1                   | 35                  |

## Éremtáblázat
(A táblázatban a rendező ország csapata eltérő háttérszínnel, az egyes számoszlopok legmagasabb értéke, vagy értékei vastagítással kiemelve.)
| Az 1968. évi téli olimpiai játékok éremtáblázatának első tíz helyezettje | Az 1968. évi téli olimpiai játékok éremtáblázatának első tíz helyezettje | Az 1968. évi téli olimpiai játékok éremtáblázatának első tíz helyezettje | Az 1968. évi téli olimpiai játékok éremtáblázatának első tíz helyezettje | Az 1968. évi téli olimpiai játékok éremtáblázatának első tíz helyezettje | Olimpia  |
| ------------------------------------------------------------------------ | ------------------------------------------------------------------------ | ------------------------------------------------------------------------ | ------------------------------------------------------------------------ | ------------------------------------------------------------------------ | -------- |
|                                                                          | Ország                                                                   | Arany                                                                    | Ezüst                                                                    | Bronz                                                                    | Összesen |
| 1.                                                                       | Norvégia (NOR)                                                           | 6                                                                        | 6                                                                        | 2                                                                        | 14       |
| 2.                                                                       | Szovjetunió (URS)                                                        | 5                                                                        | 5                                                                        | 3                                                                        | 13       |
| 3.                                                                       | Franciaország (FRA)                                                      | 4                                                                        | 3                                                                        | 2                                                                        | 9        |
| 4.                                                                       | Olaszország (ITA)                                                        | 4                                                                        | 0                                                                        | 0                                                                        | 4        |
| 5.                                                                       | Ausztria (AUT)                                                           | 3                                                                        | 4                                                                        | 4                                                                        | 11       |
| 6.                                                                       | Hollandia (NED)                                                          | 3                                                                        | 3                                                                        | 3                                                                        | 9        |
| 7.                                                                       | Svédország (SWE)                                                         | 3                                                                        | 2                                                                        | 3                                                                        | 8        |
| 8.                                                                       | NSZK (FRG)                                                               | 2                                                                        | 2                                                                        | 3                                                                        | 7        |
| 9.                                                                       | Egyesült Államok (USA)                                                   | 1                                                                        | 5                                                                        | 1                                                                        | 7        |
| 10.                                                                      | NDK (GDR)                                                                | 1                                                                        | 2                                                                        | 2                                                                        | 5        |
|                                                                          | Finnország (FIN)                                                         | 1                                                                        | 2                                                                        | 2                                                                        | 5        |

## Részt vevő nemzeti olimpiai bizottságok
- Egyesült Államok (USA) (96 – 75 férfi, 21 nő)
- Argentína (ARG) (5 – 2 férfi, 3 nő)
- Ausztrália (AUS) (3 – 3 férfi)
- Ausztria (AUT) (76 – 63 férfi, 13 nő)
- Bulgária (BUL) (6 – 2 férfi, 4 nő)
- Csehszlovákia (TCH) (48 – 41 férfi, 7 nő)
- Chile (CHI) (4 – 3 férfi, 1 nő)
- Dánia (DEN) (3 – 2 férfi, 1 nő)
- Dél-Korea (KOR) (8 – 5 férfi, 3 nő)
- Finnország (FIN) (52 – 44 férfi, 8 nő)
- Franciaország (FRA) (75 – 64 férfi, 11 nő)
- Görögország (GRE) (3 – 3 férfi)
- Hollandia (NED) (9 – 4 férfi, 5 nő)
- India (IND) (1 – 1 férfi)
- Irán (IRI) (4 – 4 férfi)
- Izland (ISL) (4 – 4 férfi)
- Japán (JPN) (61 – 52 férfi, 9 nő)
- Jugoszlávia (YUG) (30 – 29 férfi, 1 nő)
- Kanada (CAN) (70 – 55 férfi, 15 nő)
- Lengyelország (POL) (31 – 23 férfi, 8 nő)
- Libanon (LIB) (3 – 3 férfi)
- Liechtenstein (LIE) (9 – 8 férfi, 1 nő)
- Magyarország (HUN) (10 – 8 férfi, 2 nő)
- Marokkó (MAR) (5 – 5 férfi)
- Mongólia (MGL) (7 – 7 férfi)
- Nagy-Britannia (GBR) (38 – 28 férfi, 10 nő)
- NDK (GDR) (57 – 45 férfi, 12 nő)
- NSZK (FRG) (87 – 67 férfi, 20 nő)
- Norvégia (NOR) (65 – 54 férfi, 11 nő)
- Románia (ROU) (30 – 29 férfi, 1 nő)
- Olaszország (ITA) (47 – 39 férfi, 8 nő)
- Spanyolország (ESP) (19 – 19 férfi)
- Svájc (SUI) (34 – 29 férfi, 5 nő)
- Svédország (SWE) (68 – 59 férfi, 9 nő)
- Szovjetunió (URS) (74 – 54 férfi, 20 nő)
- Törökország (TUR) (11 – 11 férfi)
- Új-Zéland (NZL) (6 – 4 férfi, 2 nő)